# Johann Gottlieb Görner
Johann Gottlieb Görner (* 16. April 1697 in Penig; † 15. Februar 1778 in Leipzig) war ein deutscher Komponist und Organist.

## Leben
Görner besuchte ab 1712 die Thomasschule zu Leipzig und studierte ab 1716 an der Universität Leipzig.
1716 wurde er Organist an der Universitätskirche St. Pauli und 1721 an der Nikolaikirche. Von 1723 bis 1756 leitete er das 1708 von Johann Friedrich Fasch gegründete Collegium musicum, das mit Johann Sebastian Bach konkurrierte, insbesondere im Zusammenhang mit der Aufführung von Bachs Trauerode Laß, Fürstin, laß noch einen Strahl. 1723 wurde er Musikdirektor der Universitätskirche. Seine Bewerbung um das Thomaskantorat war nicht erfolgreich.
Sein Bruder war der Komponist Johann Valentin Görner. Er war zweimal verheiratet, zu seinen Kindern gehörte der Organist Carl Friedrich Görner. Anna Magdalena Bach bat ihn nach dem Tode ihres Mannes 1750 um die Vormundschaft ihrer Kinder.